# 滄龍
沧龙超科（Mosasauroidea）又稱滄龍類，是一類適應水生、半水生都非常成功的海洋蜥蜴，為中生代海洋中最后的顶级掠食者。滄龍類擁有堅固的翼骨齒即上顎有兩排牙齒，這幫助所有滄龍類既能粉碎菊石、古巨龜等海洋動物的堅硬甲殼，也能固定身體黏滑的海洋魚類和水母。牠們生活在白堊紀的最後4000萬年期間（土侖階到馬斯垂克階），其化石在北美海道中經常能被找到。
早期沧龙類的外形像鳄形超目，而晚期的則像鱼龙目，牠們在時間線上和魚龍目、海鱷以及另一類掠食者上龙亞目都錯開時間生活。雖然同為中生代的頂級海生爬行動物，魚龍目和海鱷早在白堊紀中期的森諾曼期－土侖期滅絕事件中就已經自行滅絕，而上龙亞目正處於衰弱期，滄龍趁勢崛起成為白堊紀晚期的海中霸主。滄龍超科在中生代最後的3000萬年裡在全球水域中急速擴張，以很短的时间完全取代了海洋中上龙亞目的生态位，在浅海和淡水地區，滄龍甚至還成功擠壓掉一部份鱷形超目的生態位。滄龍屬、海王龍屬以及傾齒龍屬是目前滄龍類中三個最知名、最大型的屬。
滄龍超科的成員經常被誤認為是「海中的恐龍」或者「巨型鱷魚」，但滄龍類其實是和恐龍、鱷魚所屬的主龍類完全不同的鱗龍類。所謂鱗龍就是包括現代蜥蜴和蛇的一大分類，所有滄龍超科都是從白堊紀中期的蜥蜴——“崖蜥科（Aigialosauridae）”進化而來，故在系統分類学上沧龙是下屬於蛇蜥亞目；在現代動物中，滄龍超科離巨蜥科和蛇的關係最近，牠們的舌頭可能也和巨蜥、蛇一樣有著分叉結構。與蛇類不同，滄龍類是蜥蜴的“環境特化”而蛇是“體型特化”。

## 名稱
Mosa在拉丁語意為“荷蘭默茲河的蜥蜴”，因為第一個滄龍類化石——滄龍屬是在1780年於荷兰默茲河流域的馬斯垂克市發現的，因此整個滄龍超科以最先發現的滄龍屬命名。

## 敘述

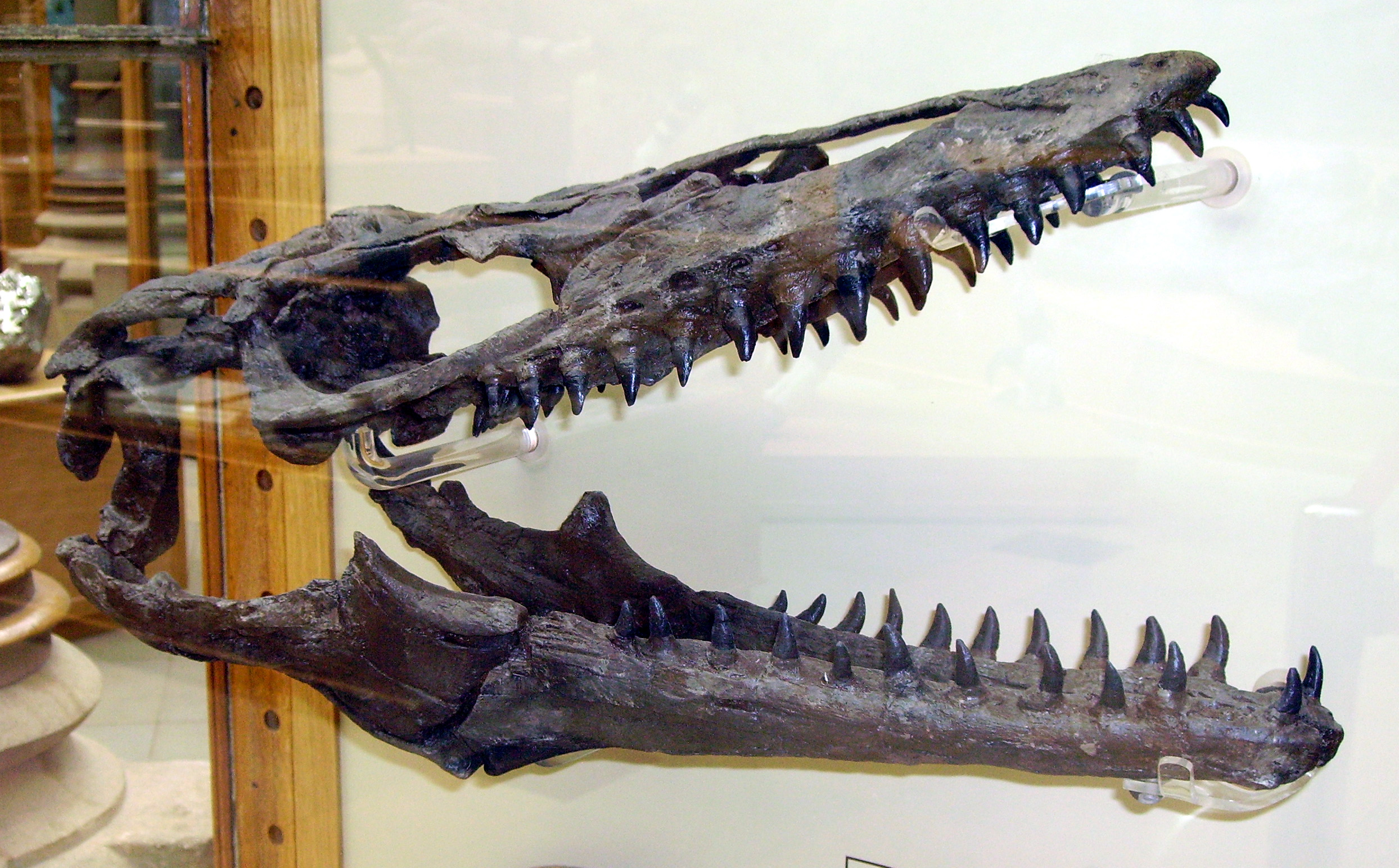
牛津大學自然史博物館的扁掌龍頭顱骨

滄龍類呼吸空氣，而且是強壯的游泳者，在溫暖的陸緣淺海適應良好，在白堊紀晚期相當普遍。一般認為滄龍類是卵胎生動物，但2020年研究顯示滄龍可能為卵生動物，但非海龜返回岸邊產卵，而是在大海中直接產卵。。
目前已知最小的滄龍類是Carinodens belgicus，身長3到3.5公尺，可能生活於岸邊的淺海，用牠的球根狀牙齒捕抓軟體動物與海膽為食。較大的滄龍類較為典型：滄龍屬本身身長可達13~15公尺。
滄龍類的身體形狀類似現代巨蜥，但為了適應游泳，而更為修長、流線性。牠們的四肢骨頭長度縮減，牠們的鰭狀肢由修長指骨間的蹼形成。牠們的尾部寬廣，可提供移動時的力量。牠們的運動方式也許類似現今海鰻或海蛇的運動方式。這些動物可能採埋伏，而快速加速方式捕抓獵物，而非獵食方式。

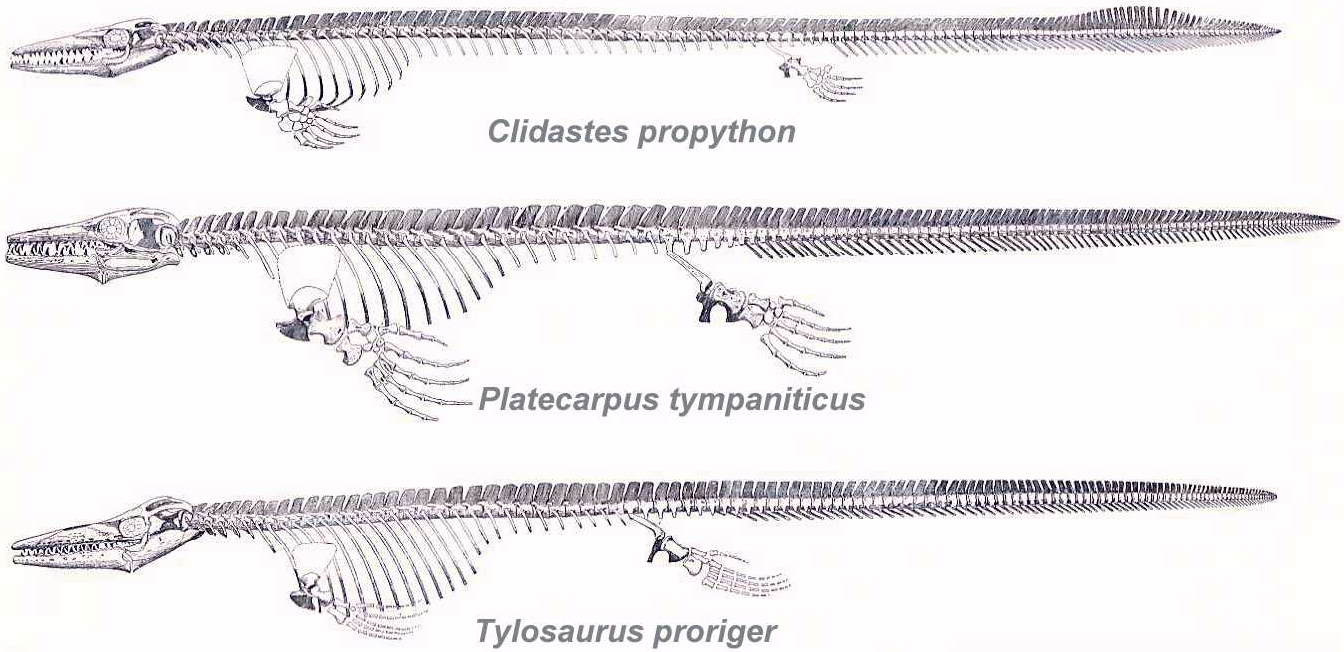
三種型態的滄龍類骨骼，從上到下依序為：硬椎龍、板踝龍、海王龍

海王龍亞科有雙鉸鏈狀的頜部、頭顱骨（類似今日的蛇），上下顎能夠脫臼，將牠們的獵物整個吞下，這種類似蛇的習性能幫助確認滄龍類化石遺骸裡的未咀嚼物質。相比起其他的滄龍類（例如海王龍亞科），滄龍亞科的頭部更強壯，下頷的骨頭間關節緊密，因此滄龍亞科無法像早期滄龍類（例如海王龍）般將獵物整隻吞下。滄龍亞科的牙齒彎曲、銳利、呈圓錐狀，滄龍亞科應是將獵物撕裂後再吞下。滄龍類具有翼骨齒，滄龍亞科的翼骨齒能將食物調整到合適的位置，方便切割獵物肌肉和咬碎其骨骼，方便肢解；海王龍亞科的翼骨齒則能幫助固定獵物，防止其滑出口中，方便大口吞食。在南達科他州發現的一個海王龍化石裡，發現了黃昏鳥、一個硬骨魚、一個鯊魚、以及一個較小的滄龍類（硬椎龍）。曾經在滄龍類的骨頭上發現了銳利的牙齒嵌進骨頭內。不同種類的滄龍擁有各自特化的捕食構造，例如傾齒龍和球齒龍特化出能粉碎菊石和海龜硬殼的牙齒和頷部；磷酸鹽龍特化出能在夜晚的深海捕食的巨大眼睛。
許多研究人員基於相同的特徵，例如上頜雙排突出的牙齒、雙鉸鏈狀的頜部、適應縮小的四肢、以及可能的運動方式，認為蛇與滄龍類有相同的祖先。這個理論由愛德華·德林克·科普（Edward Drinker Cope）在1869年提出，他提出「Pythonomorpha」來包含兩者。這個名詞有超過一世紀的時間被人遺忘，直到90年代再度被提起。

## 分类
- †崖蜥科 Aigialosauridae
- †沧龙科 Mosasauridae
  - †大洋龍亞科 Halisaurinae
  - †演化支 Natantia
    - †属 Amphekepubis
    - †滄龍亞科 Mosasaurinae
    - †羅賽爾龍類 Russellosaurina
      - †属 Carsosaurus
      - †属 Haasiasaurus
      - †属 Komensaurus
      - †扁掌龍亞科 Plioplatecarpinae
      - †特提斯龙亚科 Tethysaurinae
        - †特提斯龍屬 Tethysaurus

      - †海王龍亞科 Tylosaurinae
      - †亚瓜拉龙亚科 Yaguarasaurinae
        - †羅塞爾龍屬 Russellosaurus
        - †亚瓜拉龙屬 Yaguarasaurus

## 图集

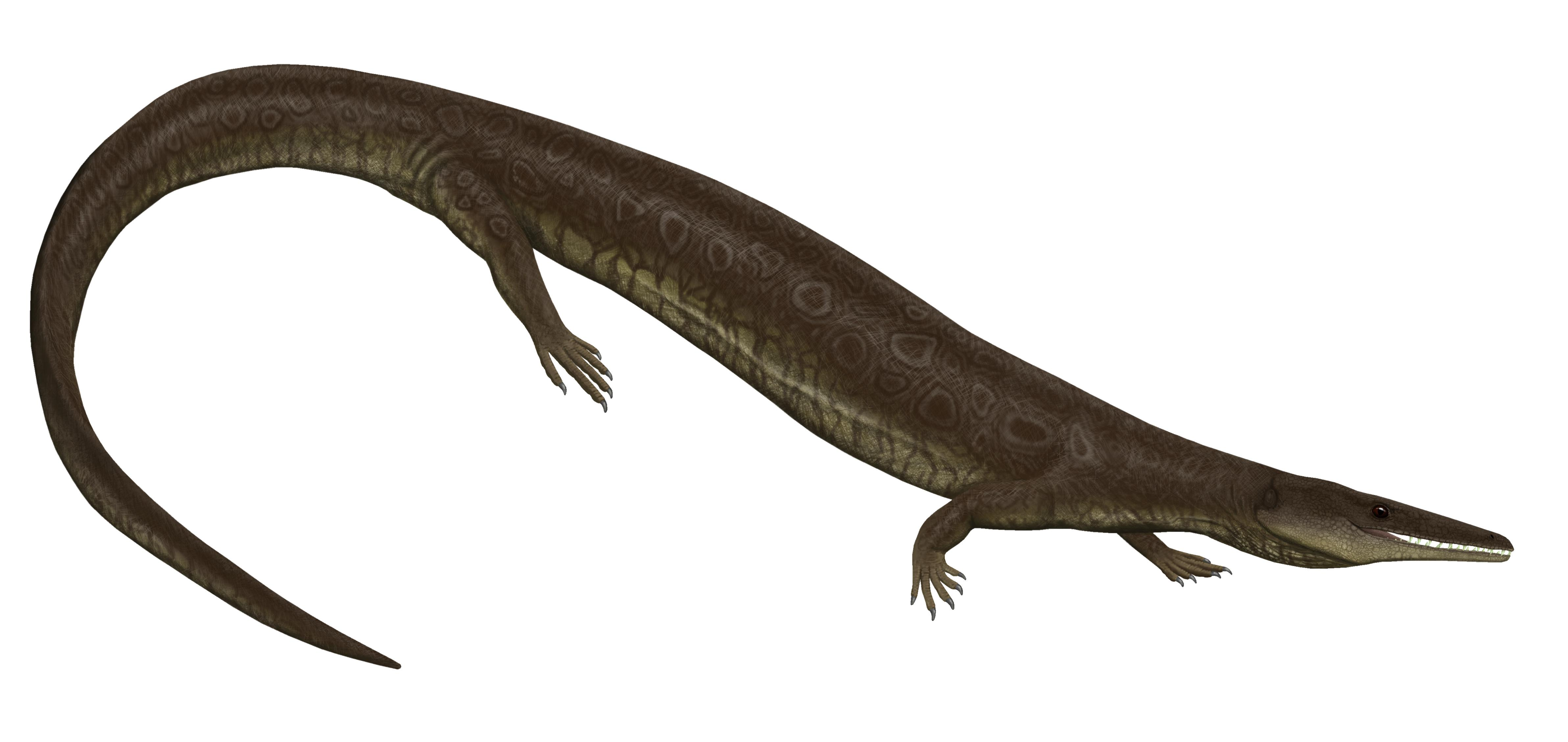
崖蜥
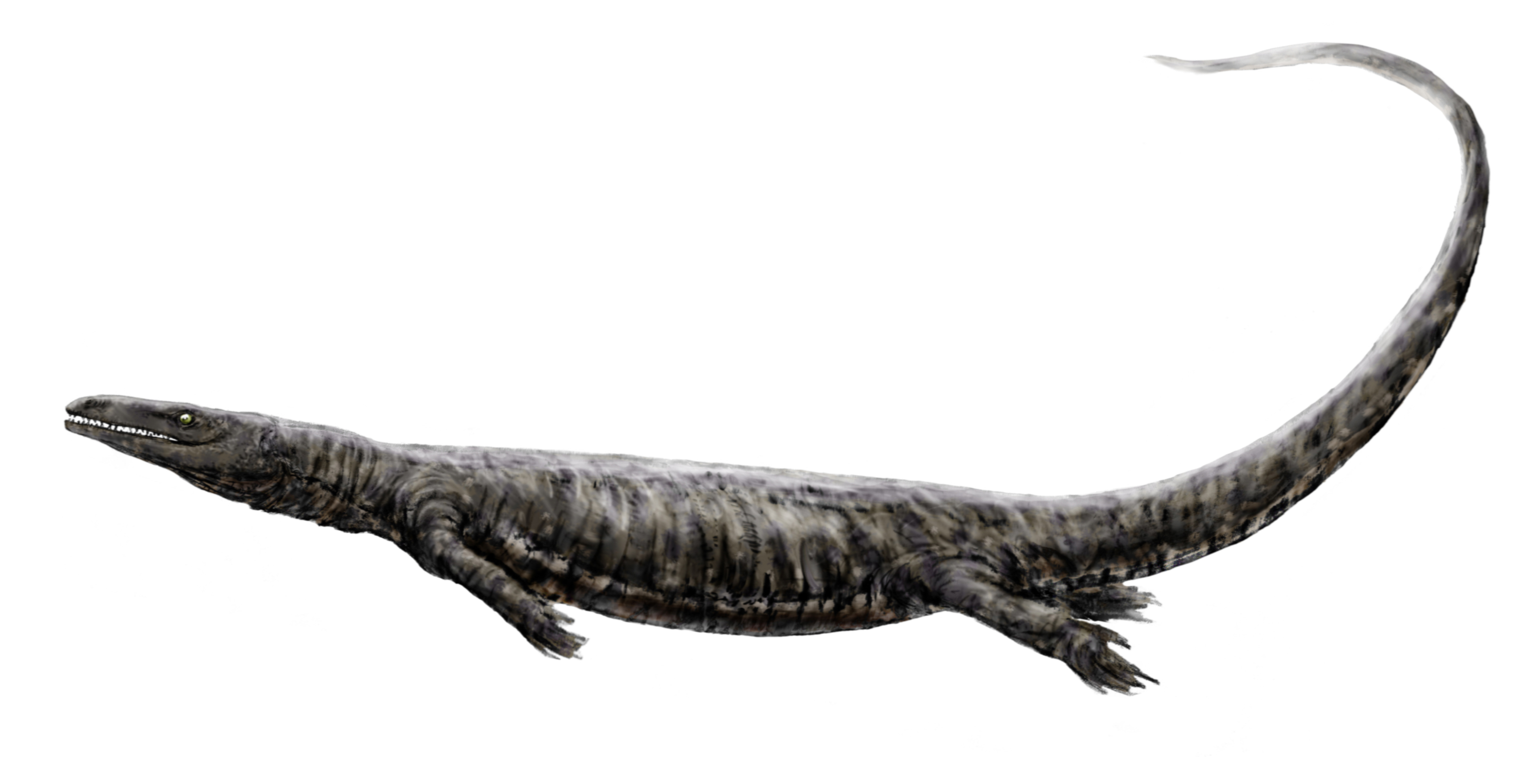
Opetiosaurus
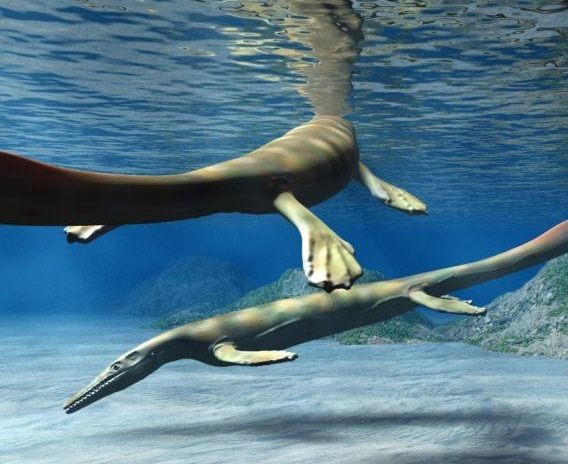
Eonatator
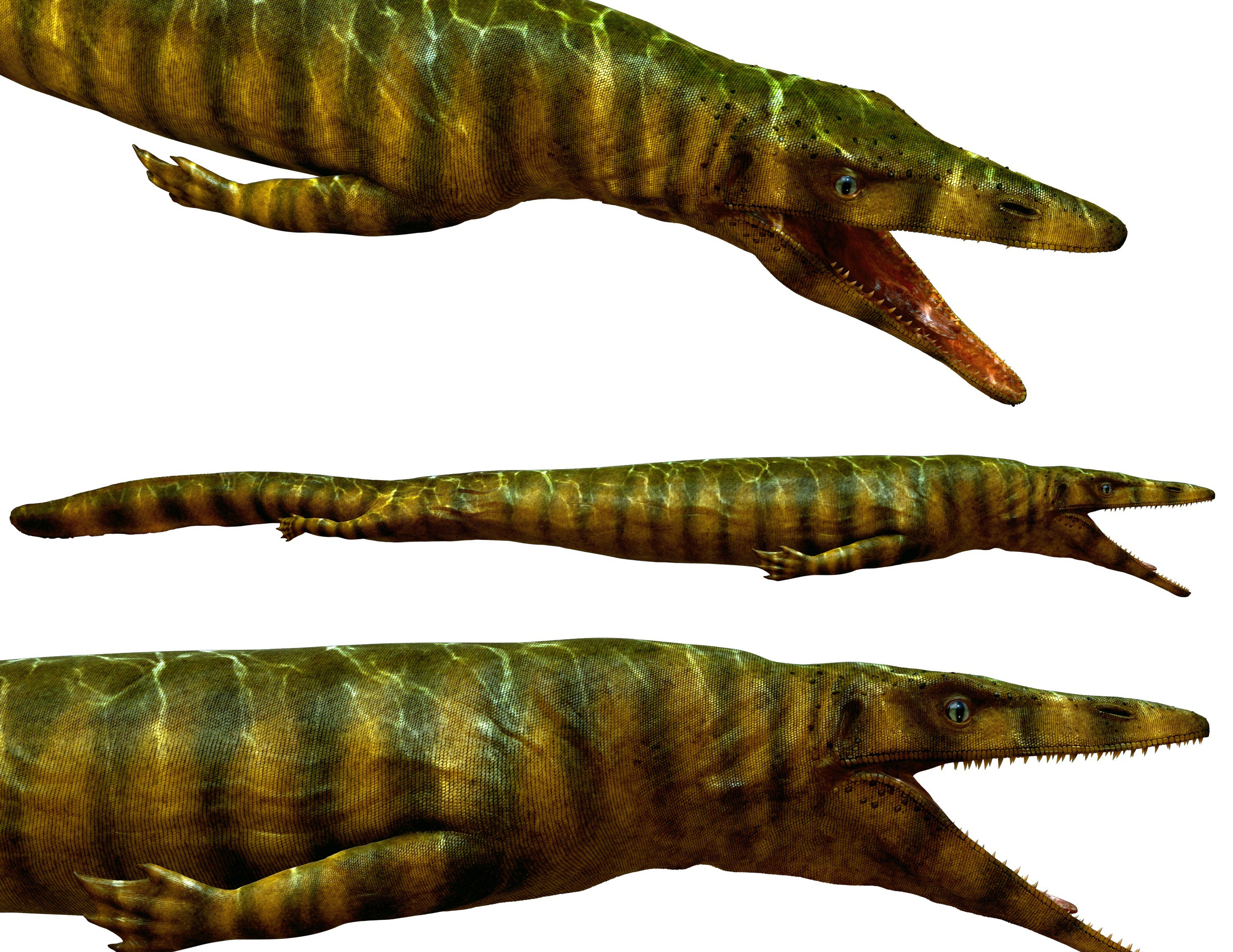
达拉斯蜥蜴
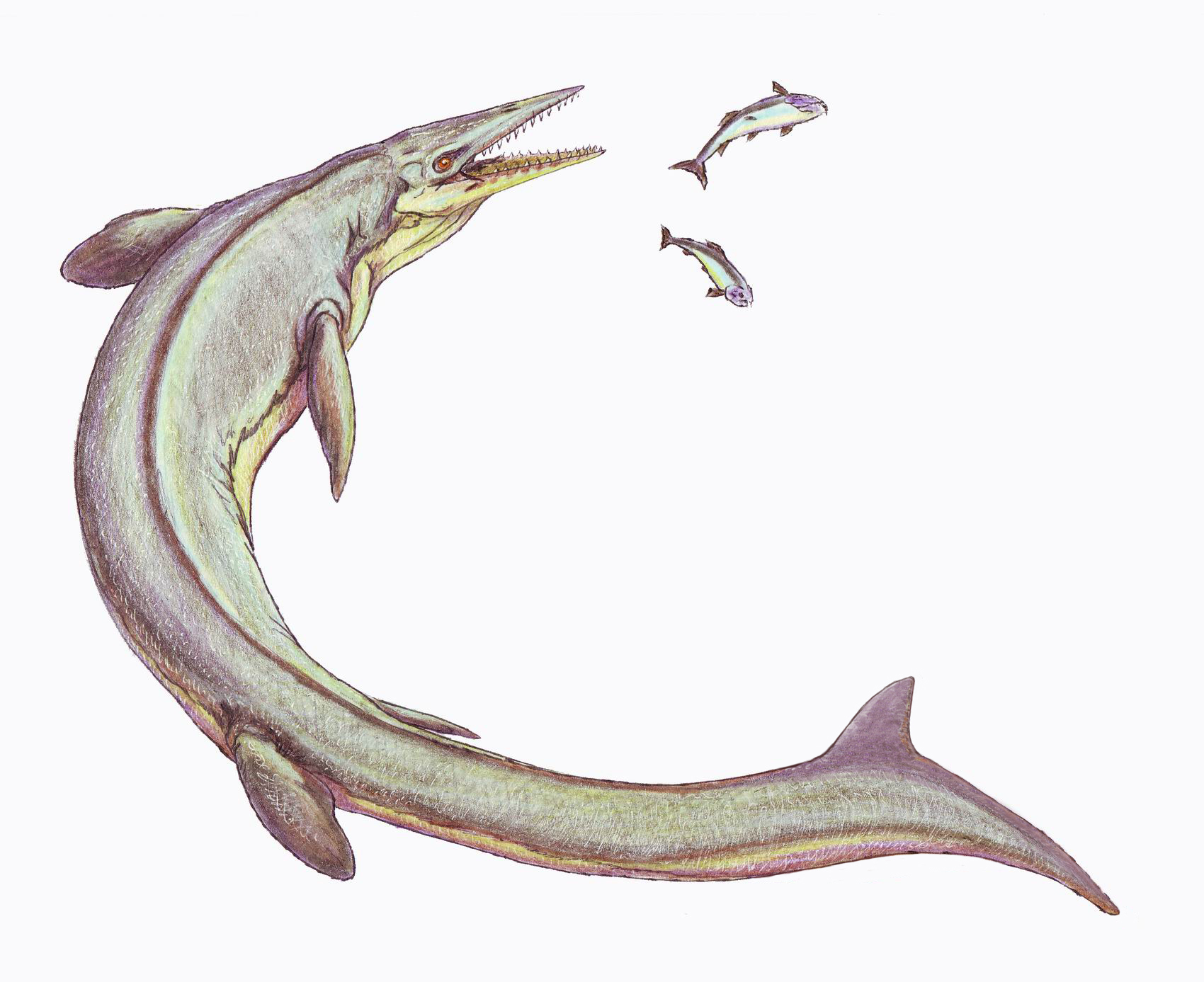
硬椎龍
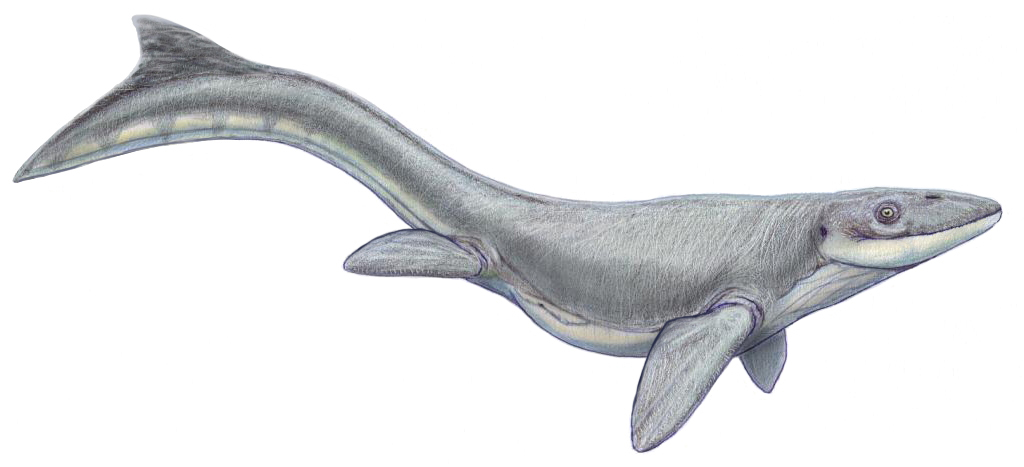
傾齒龍
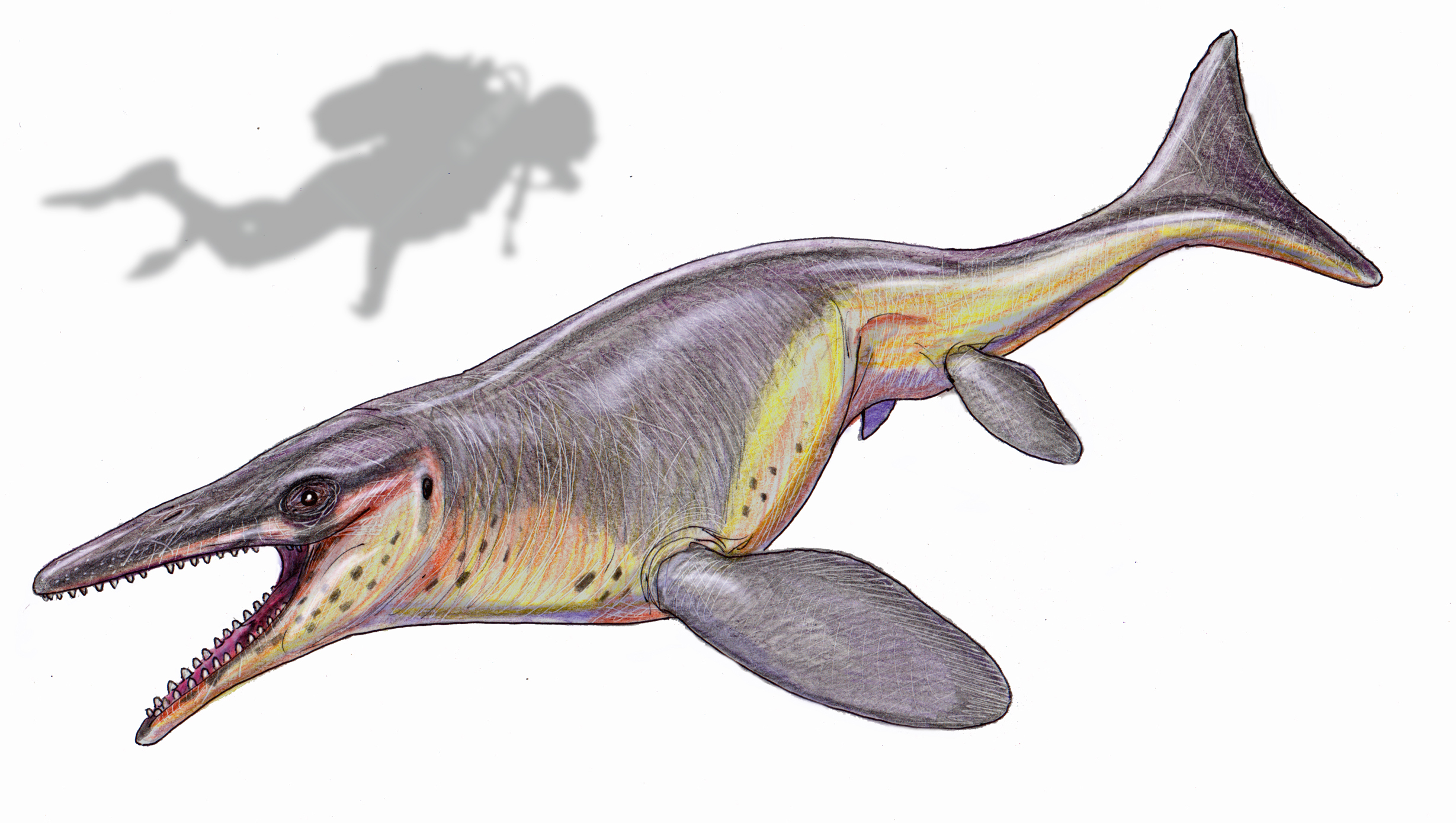
近瘤龍
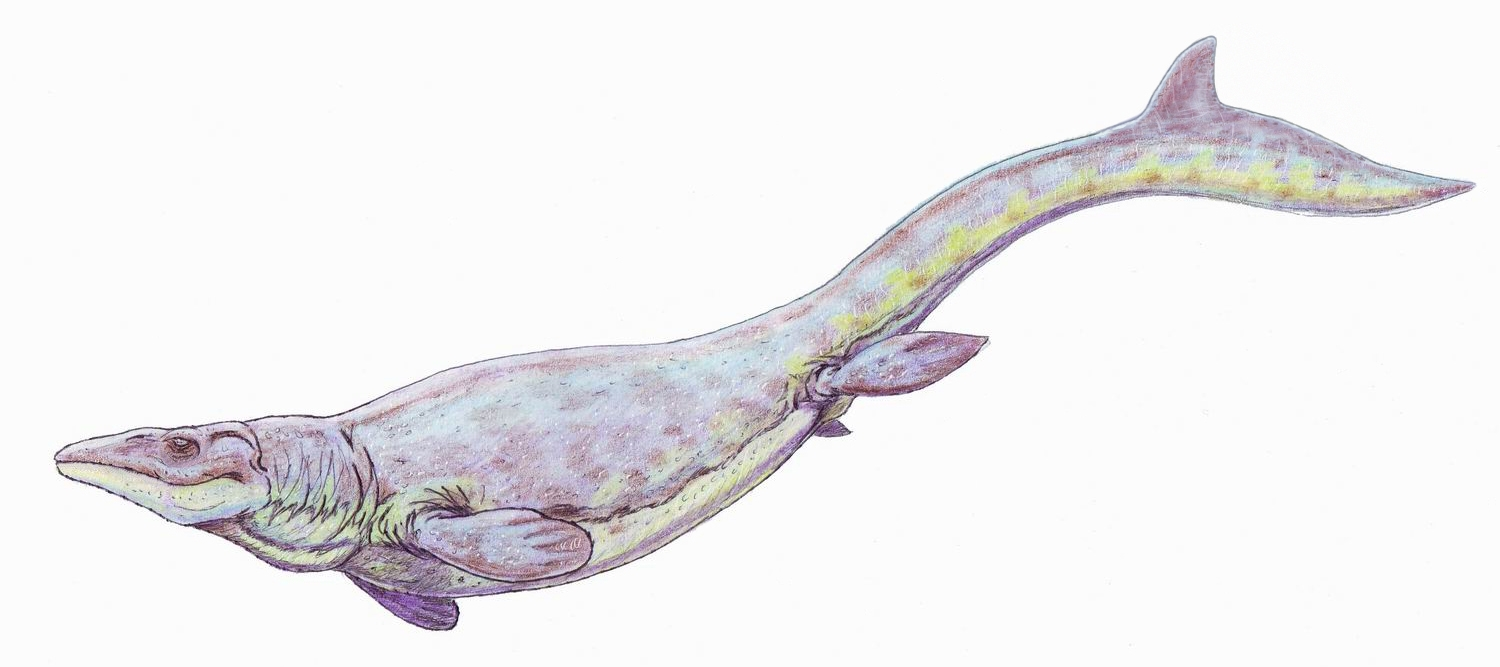
圓齒龍
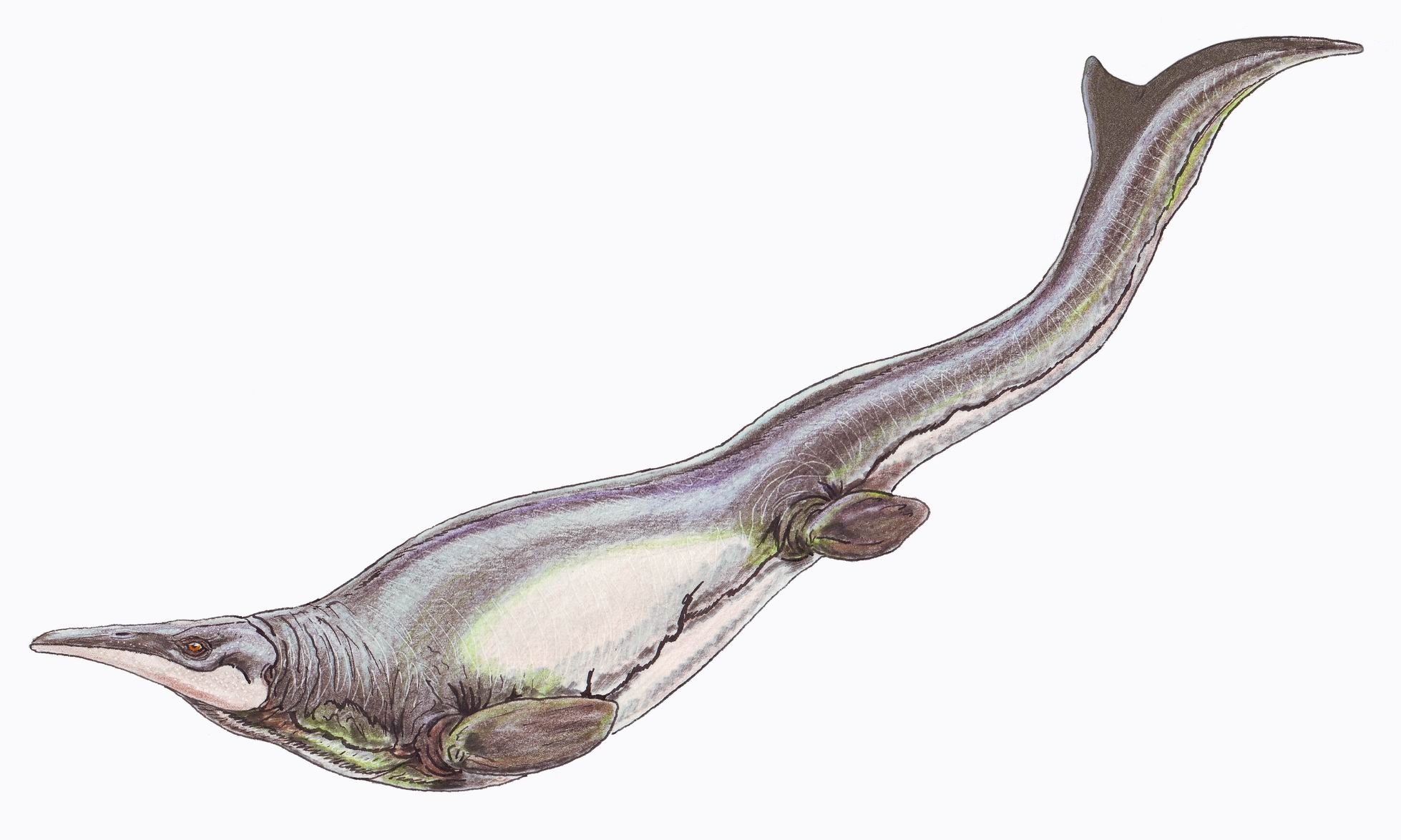
浮龍
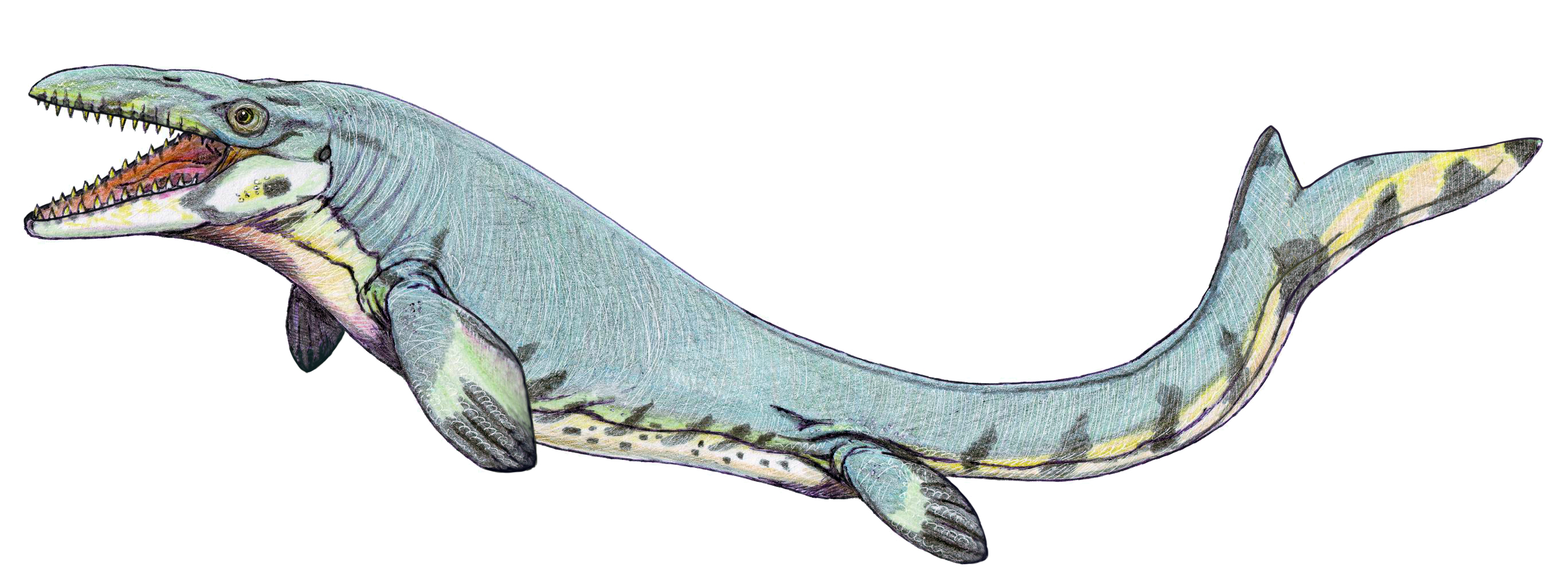
M. beaugei
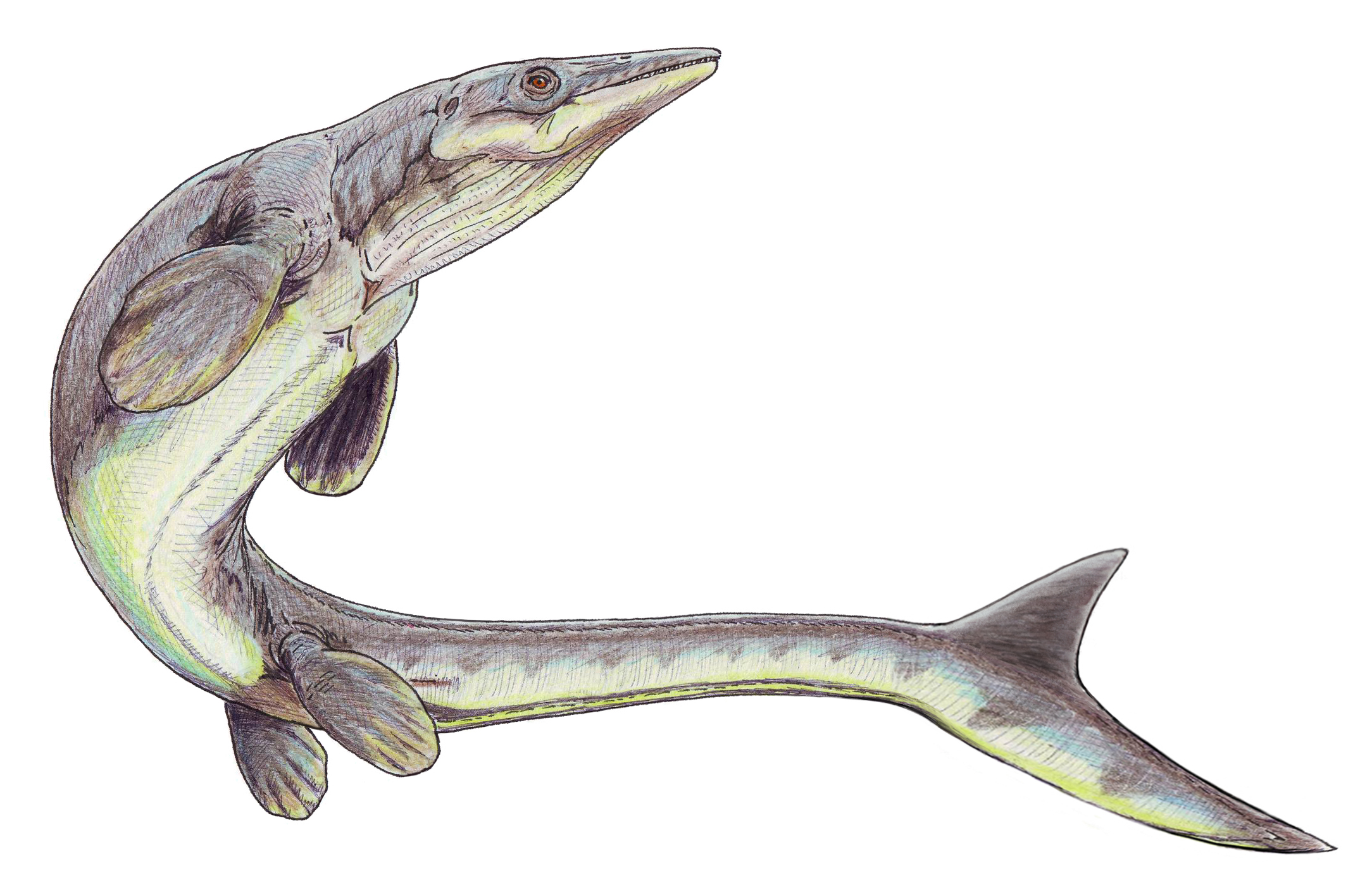
板踝龍
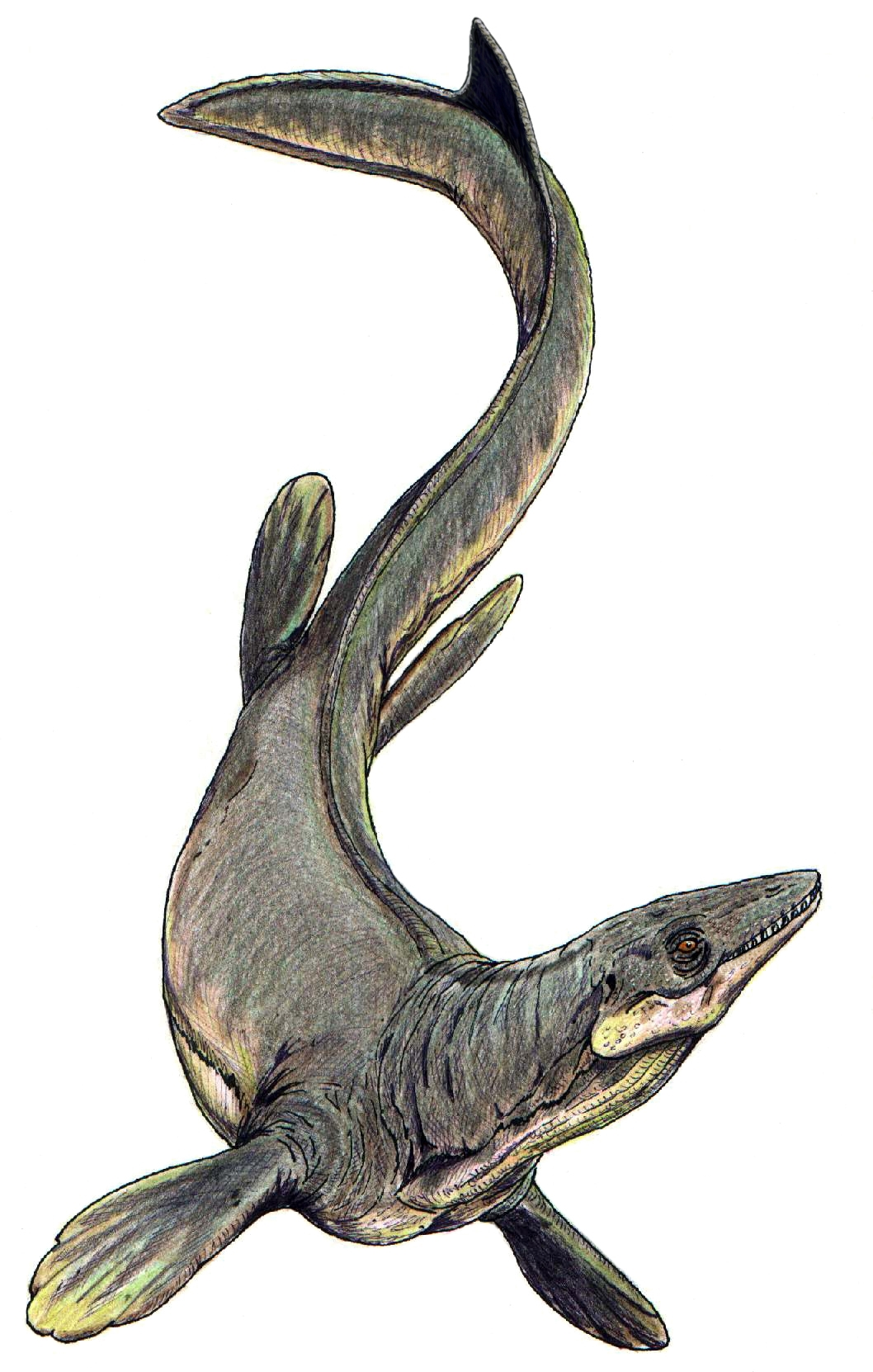
扁掌龍
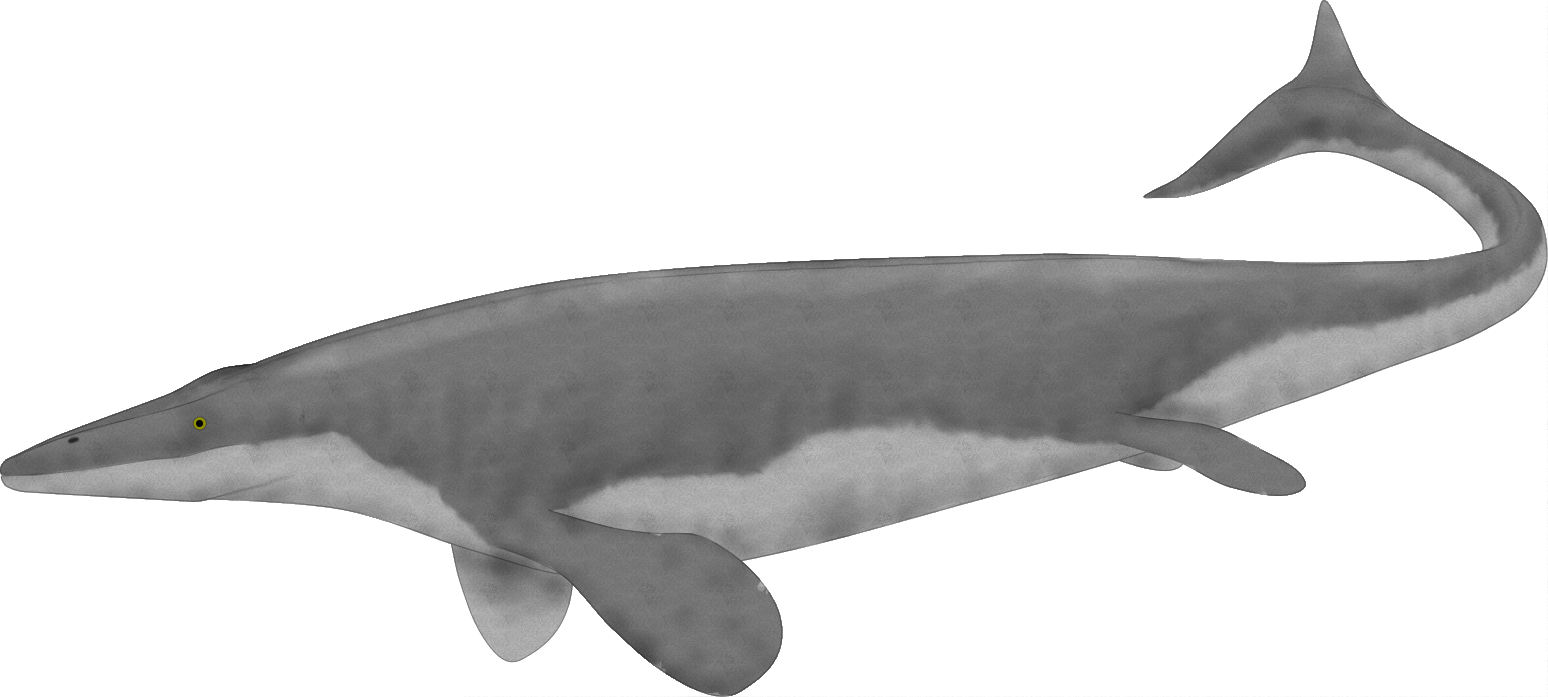
Plesioplatecarpus
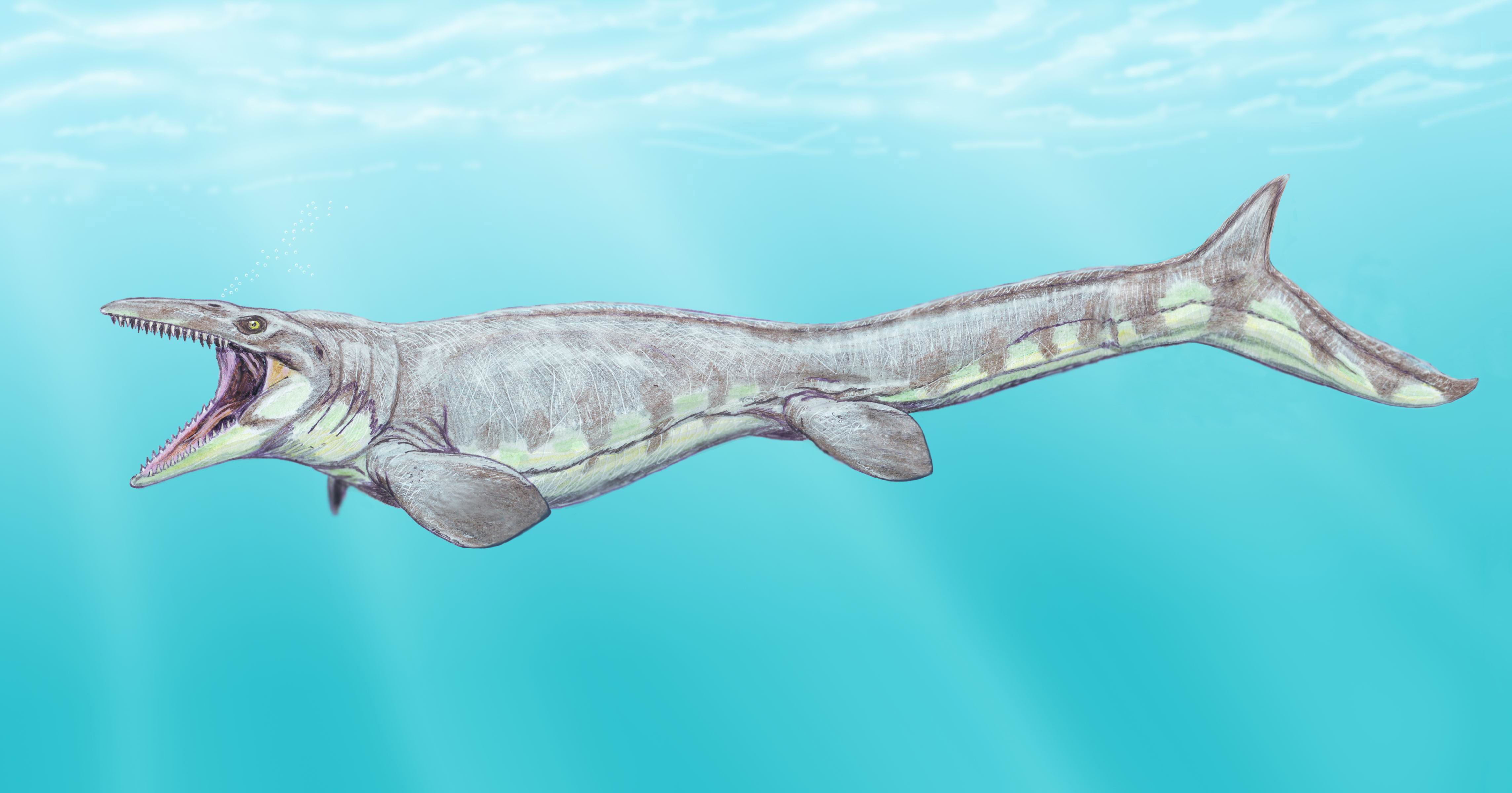
海王龍
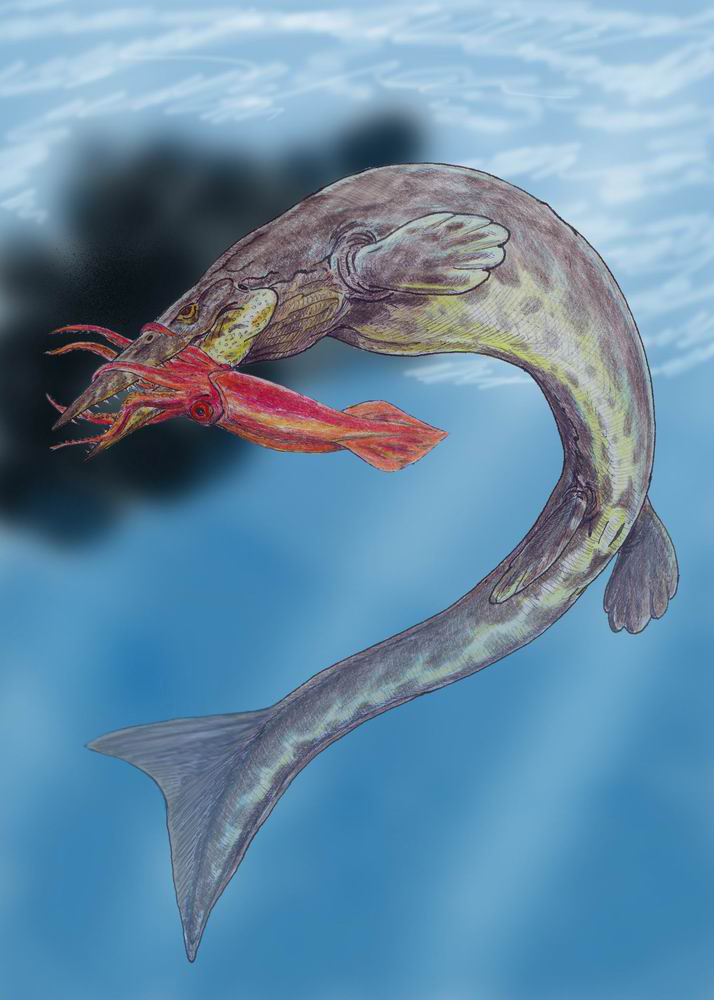
海諾龍
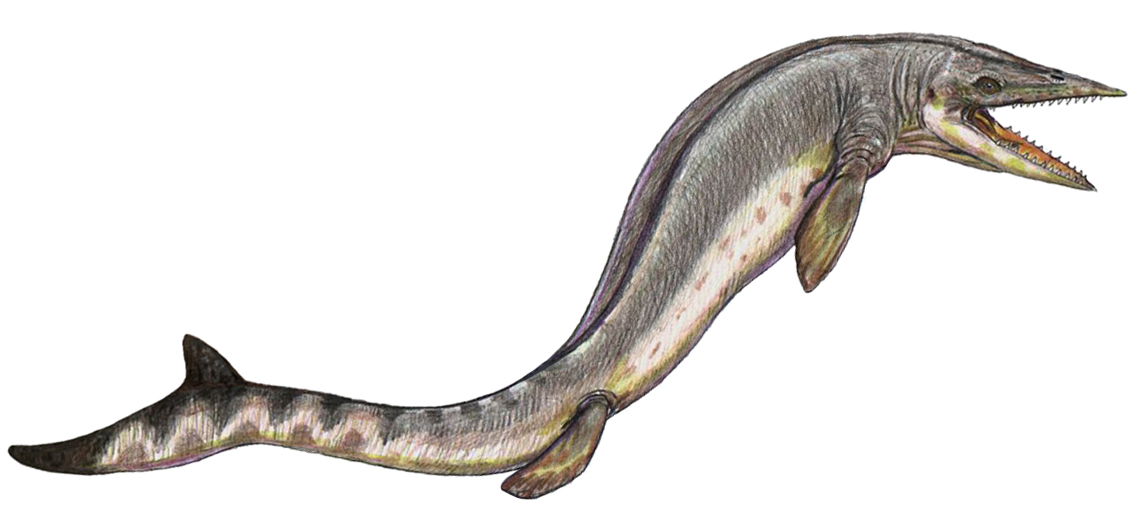
海怪龍
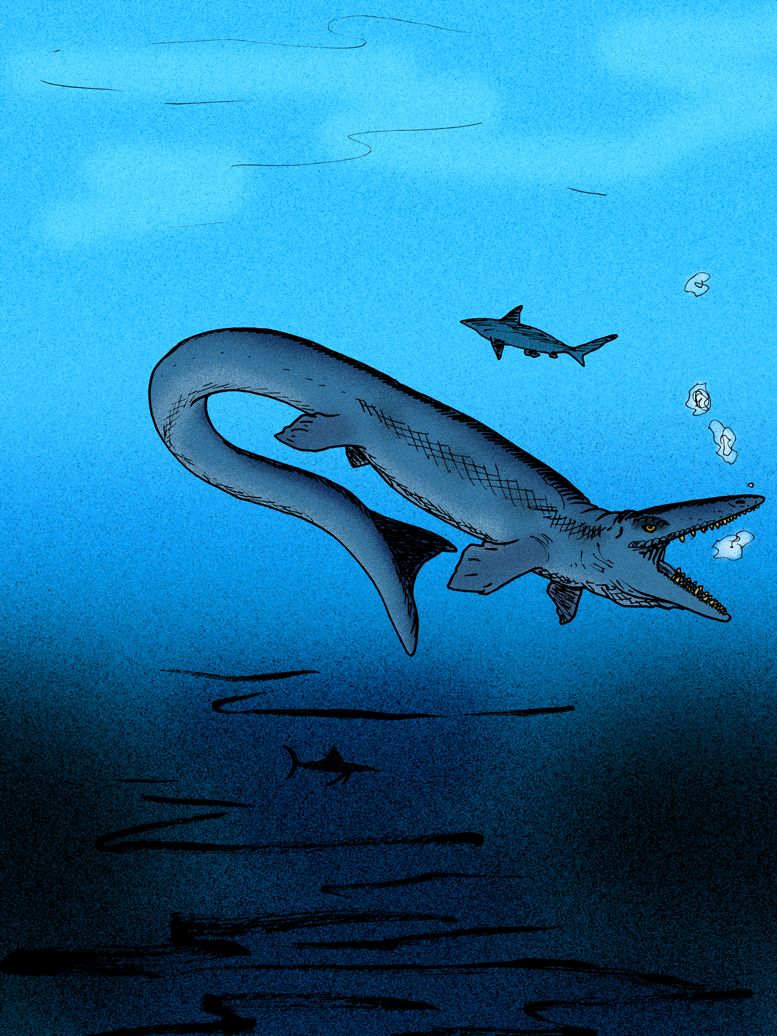
Kaikaifilu

## 環境
白堊紀的海平面很高，造成全球很多地方的海侵現象，也形成位在北美洲的西部內陸海道。滄龍科化石已在荷蘭、瑞典、非洲、澳洲、紐西蘭、以及南極洲Vega島等地發現。加拿大與美國的完整或部分滄龍科化石發現於阿拉巴馬州、密西西比州、田納西州、喬治亞州、以及幾乎所有曾覆蓋在海道之下的州：德州、阿肯色州西南部、新墨西哥州、堪薩斯州、科羅拉多州、內布拉斯加州、達科他地區、蒙大拿州、曼尼托巴省、以及北達科塔州等地發現。滄龍科化石也在加州、墨西哥、祕魯、丹麥等地發現。
許多在紐西蘭發現的「恐龍」化石其實都是並不屬於恐龍的滄龍科化石、蛇頸龍類化石；紐西蘭是太平洋火環的一部分，從不是大陸的一部分。

## 發現

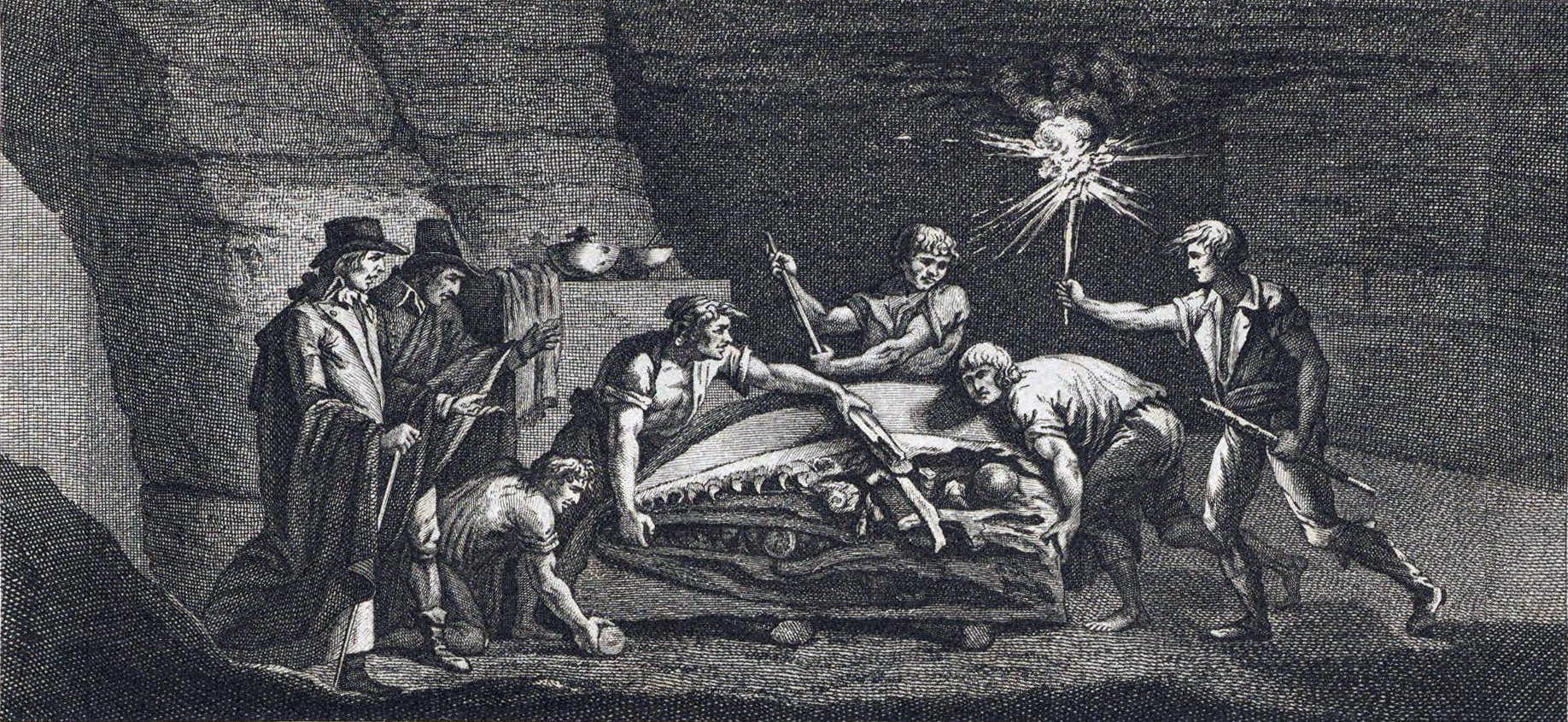
一群工人在馬斯垂克市的石灰岩採石場挖到滄龍的化石

第一個公開的滄龍科化石影響了恐龍化石的發現，並吸引了啟蒙時代的注意力到動物化石身上；第一個發現的滄龍科化石在1780年由一群採石場工人在地道裡發現，並吸引了馬斯垂克市的外科醫生兼化石獵人C. K. Hoffman的注意，但是化石的所有權歸於一個馬斯垂克市的教士。
Hoffman醫生的回應讓這個發現著名。當這革命性的影響壟罩者馬斯垂克市，這個小心藏起的化石據傳被裝到酒箱裡運到巴黎，喬治·居維葉（Georges Cuvier）在那裡可以研究化石；直到1822年，這個稱為「馬斯垂克的巨大動物化石」（Le grand animal fossile de Maastricht）的化石被稱為Mosasaur（默茲河蜥蜴）；在1829年，正式命名為霍夫曼滄龍（Mosasaurus hoffmanni）。數具比「馬斯垂克的巨大動物化石」還早發現的滄龍類化石，從1770年代起在哈勒姆泰勒斯博物館展出，直到19世紀才被確認是滄龍類化石。
馬斯垂克石灰岩岩層因為非常著名，所以白堊紀的最後600萬年被稱為馬斯垂克階。

## 演化
許多研究人員，根據鬆散如鉸鏈般頜部、縮退的四肢、可能的運動方式等特徵，認為蛇從滄龍類演化而來。愛德華·德林克·科普（Edward Drinker Cope）在1869年建立起「Pythonomorpha」來包含蛇與滄龍類。這個名詞有多達一個世紀被人遺忘，而在90年代再度被提起。2006年發現的南美洲蛇類 Najash rionegrina，使蛇演化自滄龍類理論遭到質疑。
在2005年11月份的荷蘭地球科學雜誌，研究人員確認最近發現的達拉斯蜥蜴，是陸生的崖蜥科與水生滄龍類，兩者之間的早期連結。

## 大眾文化
滄龍屬曾在2015年的《侏羅紀世界》和2018年的續作《侏羅紀世界：殞落國度》中登場，不過和雙冠龍、迅猛龍為了影視效果而改變原先生物的生理構造一樣，電影中的滄龍具有鱷魚般的骨甲和尾部，其體型被增至比藍鯨還大，長度將近40公尺，和真實存在的滄龍不符合。《侏羅紀世界》中園方利用起重機吊起的史前鲨魚喂食沧龙，而該隻滄龍在《侏羅紀世界：殞落國度》中從園區逃脫至海洋並捕食衝浪客，以及在番外短片《侏羅紀世界：巨石之戰》中吞噬正在獵食海豹的大白鯊。雖然滄龍是《侏羅紀世界》和其續作電影中的經典角色，但电影中的沧龙的攻擊能力被不科學的誇張強化，滄龍被描绘成有40米長的可怕形象，比現實中的最大滄龍——霍夫曼滄龍保守估計的15米都放大了許多倍，外形也從正常滄龍的“流線型”轉變為鯨魚似的“豐滿狀”，電影中的滄龍能像虎鯨一樣從海中一躍而起到岸上捕食，但目前無直接的科學證據能表明這點。
在2007年電視節目《遠古入侵》中，曾出現兩隻滄龍。在該集裡，一隻滄龍藉由海中的時間旅行現象，到達了21世紀，並殺了一位救生員，最後該隻滄龍被另一隻較大的滄龍吃掉。節目中的滄龍頭部類似異特龍超科等大型獸腳類，而不像真實的滄龍，同時也具有類似鱷魚的骨甲，但實際上，滄龍的外表光滑、呈流線型。該節目將滄龍敘述成將獵物整隻吞下，但滄龍應該是將獵物撕裂、吞下。
在迪士尼1940年的動畫電影《幻想曲》的「春之祭」段落中，有出现一隻滄龍獵食一隻無齒翼龍的画面。
在育碧出品的手機遊戲《飢餓的鯊魚：進化》（Hungry Shark Evolution）和《飢餓的鯊魚：世界》（Hungry Shark World）中，沧龙被设定为最強的鯊魚種，能捕食巨齒鯊、鄧氏魚、旋齒鯊、虎鯨和抹香鯨等其他大型鯊魚。
在沙盒動作冒險遊戲《方舟：生存進化》中，玩家可以捕捉並騎乘滄龍。
滄龍類的海王龍則曾出現在BBC的電視節目《海底霸王》（Sea Monsters）。該節目介紹歷史上七大致命海域，海王龍出現在最後介紹、也是最危險的白堊紀海洋單元中捕食劍射魚。一群海王龍反覆攻擊節目主持人奈吉爾·馬文翻覆的救生艇，最後一群海王龍逼近節目主持人團隊所乘坐的遠洋船，團隊最後生死不明。該節目將海王龍稱為滄龍。
海王龍還出現在國家地理雜誌的電視節目《海洋之獸：史前探險》（Sea Monsters: A Prehistoric Adventure），同樣也被介紹為白堊紀的頂級掠食動物。
海王龍也出現在探索頻道的電視節目《恐龍王朝》（Dinosaur Revolution）中，一隻懷孕的雌性海王龍在海中產下後代，但引來鯊魚群的攻擊，最後該海王龍殺光吞噬自己後代的鯊魚群。節目也將其稱為滄龍。
探索頻道的電視節目《遠古巨獸大復活》（Monsters Resurrected）中出現的滄龍，其實是海王龍。節目中的海王龍同樣被描述為白堊紀的頂級掠食動物，以白堊尖吻鯊和蛇頸龍目為食。
海王龍也出現在韓國3D電影《特暴龍》（Tarbosaurus 3D），兩隻海王龍一起將落下海的紅暴龍ONE-EYE咬死並吞噬。
在NHK的紀錄片《恐龙超世界》第二集中出現的巨大滄龍類則為傾齒龍，片中的傾齒龍被描述為白堊紀末期的頂級掠食者。該集的主角為一隻食欲旺盛的懷孕雌性傾齒龍，在海中獵食劍射魚、菊石，或是跳出水面捕食翼龍，甚至如虎鯨一樣跳上淺灘獵食因捕食阿拉摩龍而靠近海邊的暴龍，以及因被暴龍追捕而靠近沿岸的鴨嘴龍類。節目最後該隻傾齒龍順利產下後代，並和其他的雌性傾齒龍趕走企圖捕捉後代的劍射魚。本片也介紹了滄龍超科是如何從崖蜥演化成如傾齒龍般的龐然大物。
滄龍類也在《雷克斯海3D：史前世界》中出現，片中出現的是傾齒龍，被描述為白堊紀末期的頂級掠食者，與白堊刺甲鯊相抗衡。
在CAPCOM目前最高級的其中一款遊戲, 《惡魔獵人3》(Devil May Cry 3)中, 一條會在空中飛行的海王龍是男神主角但丁及維吉爾需要打倒的一名關卡頭目

## 現代傳說
雖然古生物學家認為滄龍類與恐龍一起滅絕於白堊紀-第三紀滅絕事件中，而白堊紀末（馬斯垂克階）之後沒有發現任何滄龍類化石證據，有些神秘動物學學者認為那些零散的類似鱷魚的海蛇報導事件可能是滄龍類。毛利人傳說中的Taniwha水怪被某些新聞工作者認為是滄龍類。然而，6500萬年前的白堊紀末滅絕事件之後，並沒有任何滄龍類化石的科學證據。

## 外部連結
- Palaeos網站：脊椎動物：滄龍科
- BBC：滄龍科 （页面存档备份，存于）
- Mike Everhart與David Lewis, "Mesozoic marine monsters of the Mangahouanga" （页面存档备份，存于）: 紐西蘭化石動物群
- Mike Everhart, 一隻滄龍類生命裡的一天 （页面存档备份，存于）: life in the Sea of Kansas, illus. by Carl Buell
- Mike Everhart, 直到1829年才公佈的霍氏滄龍
- 德州大學紀念博物館的Mosasaurus maximus骨架 （页面存档备份，存于）
- 加拿大化石挖掘中心 （页面存档备份，存于）